# 巨人 (韓國電影)
《巨人》，是2014年11月上映的一部韓國獨立、成長電影及劇情片，由金泰泳執導，崔宇植及金秀玄主演。本片講述了年幼時被父母遺棄而無家可歸的青年永載，在孤兒收容所渡過成長期後，因不願再回到家人身旁而孤軍作戰的一段非常痛苦的青春故事。此外，演員崔宇植憑其在本片中出色的表現在第19屆釜山國際電影節中獲得年度男演員獎。

## 演員陣容

### 主要人物
| 演員   | 飾演角色 | 介紹 |
| 崔宇植 | 朴永載   | 人生充滿着波折的青年，年幼時因被父母遺棄而不得不居留在兒童收容所。長大後對自己的前途及將來感到迷茫，每天生活在絕望和痛苦之中。 |
| 金秀玄 | 朴昌元   | 永載的父親。 |

### 周邊人物
| 演員   | 飾演角色 | 介紹                           |
| 姜申哲 |          |                                |
| 辛載夏 | 範太     | 永載在兒童收容所生活時的朋友。 |
| 張宥尚 | 朴民載   | 永載的親弟弟。                 |
| 朴珠熙 | 允美     |                                |
| 李敏雅 |          | 次長檢察官。                   |
| 梁益準 |          | 範太父親。                     |
| 朴根祿 |          |                                |
| 朴明申 |          | 允美母親。                     |
| 金才禾 |          | 永載母親。                     |
| 尹承勳 |          | 班主任。                       |

## 上映
本電影在2014年11月13日在韓國上映，首映共錄得23,979觀影人次。

## 獎項
| 年份   | 頒獎禮                     | 部門           | 入圍者       | 結果 |
| 2014年 | 第19屆釜山國際電影節       | 市民評論家獎   | 市民評論家獎 | 獲獎 |
| 2014年 | 第19屆釜山國際電影節       | 年度演員獎     | 崔宇植       | 獲獎 |
| 2015年 | 第10屆Mix Movie最佳電影獎  | 最佳男子新人獎 | 崔宇植       | 提名 |
| 2015年 | 第2屆野花電影獎            | 最佳男子新人獎 | 崔宇植       | 獲獎 |
| 2015年 | 第20屆春史電影賞           | 最佳新人導演獎 | 金泰泳       | 提名 |
| 2015年 | 第24屆釜日電影獎           | 最佳新人導演獎 | 金泰泳       | 提名 |
| 2015年 | 第24屆釜日電影獎           | 最佳男子新人獎 | 崔宇植       | 提名 |
| 2015年 | 第35屆韓國電影評論家協會獎 | 最佳男子新人獎 | 崔宇植       | 獲獎 |
| 2015年 | 第35屆韓國電影評論家協會獎 | 最佳新人導演   | 金泰泳       | 獲獎 |
| 2015年 | 第36屆青龍電影獎           | 最佳新人導演   | 金泰泳       | 獲獎 |
| 2015年 | 第36屆青龍電影獎           | 最佳新人男演員 | 崔宇植       | 獲獎 |
| 2015年 | 韓國電影演員協會獎         | 人氣演員獎     | 崔宇植       | 獲獎 |

## 外部連結
- 韩国电影数据库（KMDb）上《巨人》的資料
- 《巨人》在HanCinema的页面（英文）
- 互联网电影数据库（IMDb）上《巨人》的资料（英文）
- 巨人 在 Naver電影 （页面存档备份，存于）
- 巨人 - Daum電影 （页面存档备份，存于）